# Droga wojewódzka 300
Die Droga wojewódzka 300 (DW 300) ist eine elf Kilometer lange Droga wojewódzka (Woiwodschaftsstraße) in der polnischen Woiwodschaft Lebus, welche die schnellste und kürzeste Verbindung von Iłowa nach Gozdnica ist. Die Strecke liegt im Powiat Żagański und im Powiat Średzki.

## Streckenverlauf
Woiwodschaft Lebus, Powiat Żagański
-  Iłowa (Halbau) (DK 18, DW 296)
- Borowe (Burau)
-  Gozdnica (Freiwaldau) (DW 350)